# Požarevac

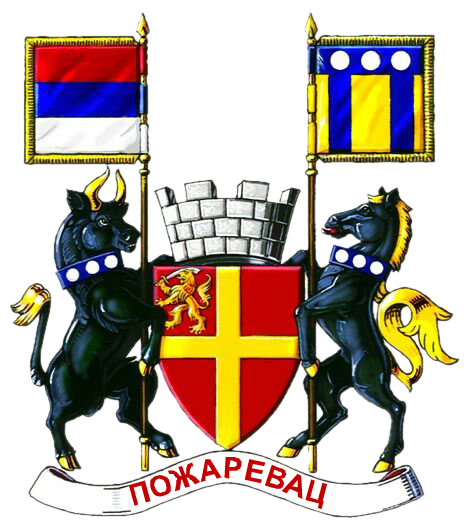
Stemma di Požarevac (2001-2006)

Požarevac (in serbo Пожаревац?; in turco Pasarofça; in tedesco Passarowitz) è una città della Serbia di 74 902 abitanti. Si trova nella Serbia centrale nel distretto di Braničevo, 80 km a sud est di Belgrado.
Nel 1718 vi fu firmata la pace di Passarowitz tra l'Impero ottomano e la Repubblica di Venezia.

## Luoghi d'interesse
- Il museo Barilli, in onore della pittrice Milena Pavlović-Barilli.
- Il museo delle armi della Seconda Guerra Mondiale
- Čačalica (Chachalitza), una collinetta che sorge poco distante dal centro di Požarevac, famosa per le passeggiate dei cittadini e le corse degli atleti
- Hipodrom (l'ippodromo), dove regolarmente agli inizi di settembre di ogni anno vengono tenuti le "Ljubičevske konjičke igre" (I giochi con i cavalli di Ljubičevo), una serie di sfide di giochi e di corsa con cavalli, famosa in tutta la Serbia.

## Istruzione
Ci sono cinque scuole elementari e all'incirca cinque istituti di scuole superiori (compreso il liceo). Vi è inoltre un istituto di specializzazione tecnica (Viša Tehnička Škola).

## Storia
Nell'antichità la città era conosciuta con il nome di Margus.
Il 20 agosto 1941 nacque Slobodan Milošević, presidente della Serbia dal 1989 al 1997 e presidente della Repubblica Federale di Iugoslavia dal 1997 al 2000, a capo del Partito Socialista di Serbia.

## Sport

### Calcio
Le principali squadre di Požarevac sono: Mladi Radnik , Železničar, Sopot, Mip, Metalac e Proleter.

## Località
Questa città situata al centro della Serbia conta 72 000 abitanti. La città comprende la municipalità urbana di Kostolac e le seguenti frazioni:
| - Bare - Batovac - Beranje - Bradarac - Bratinac - Brežane - Bubušinac - Ćirikovac - Dragovac - Drmno | - Dubravica - Kasidol - Klenovnik - Kličevac - Lučica - Maljurevac - Nabrđe - Ostrvo - Petka - Poljana | - Popovac - Prugovo - Rečica - Selo Kostolac - Trnjane - Živica |  |

## Galleria d'immagini

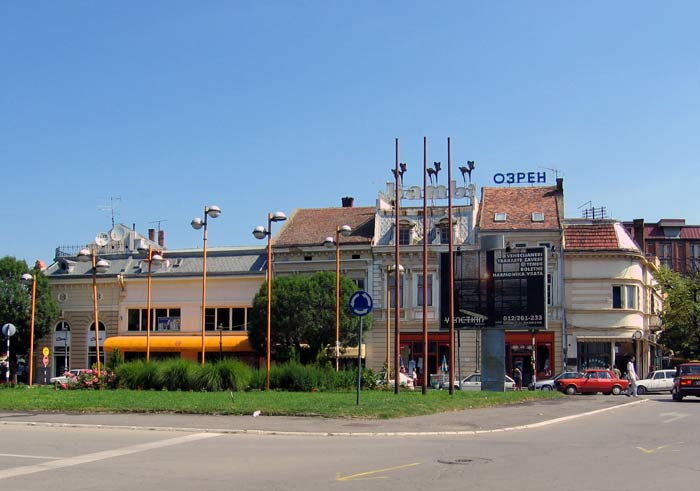
Centro della città
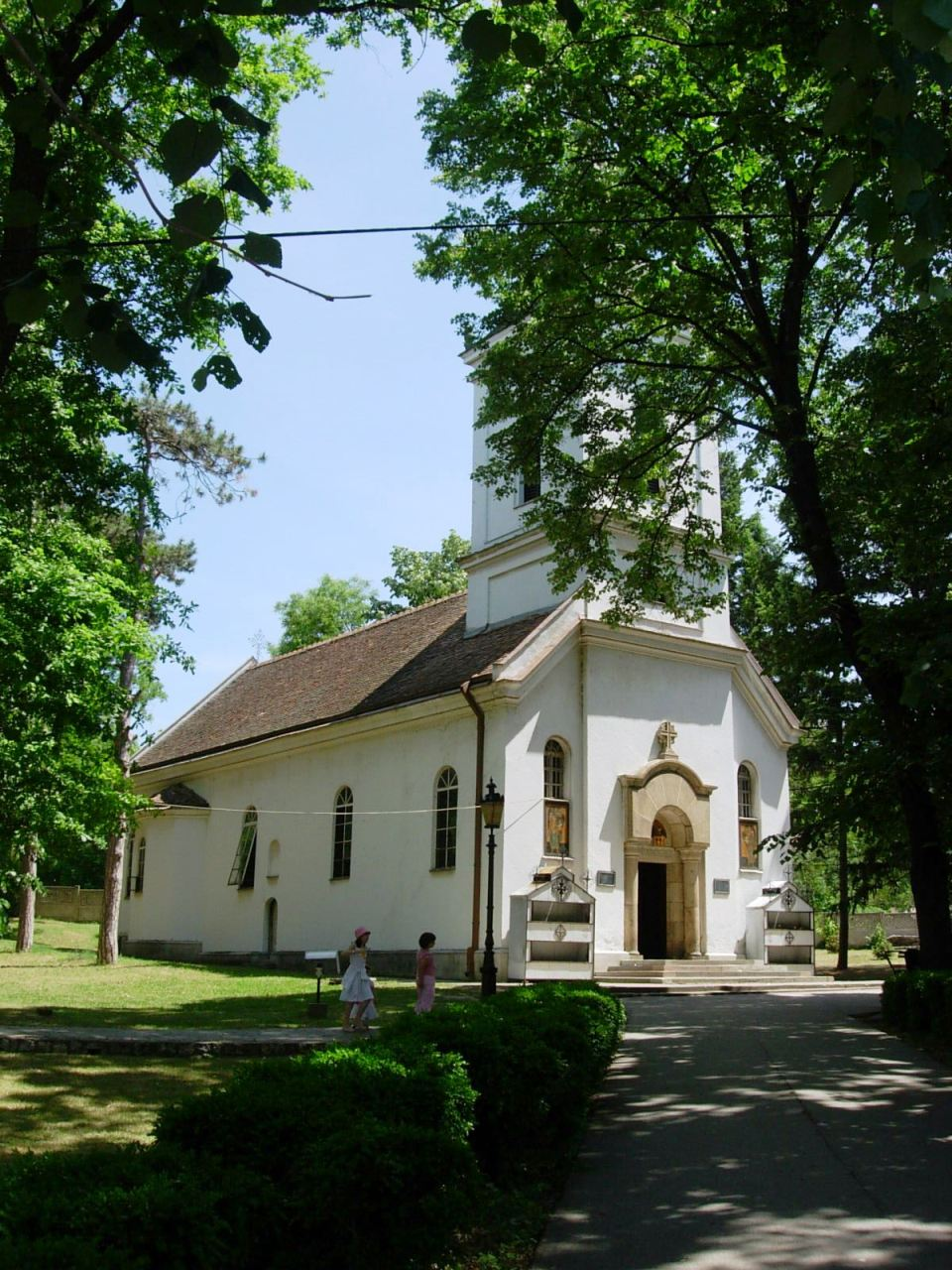
Cattedrale
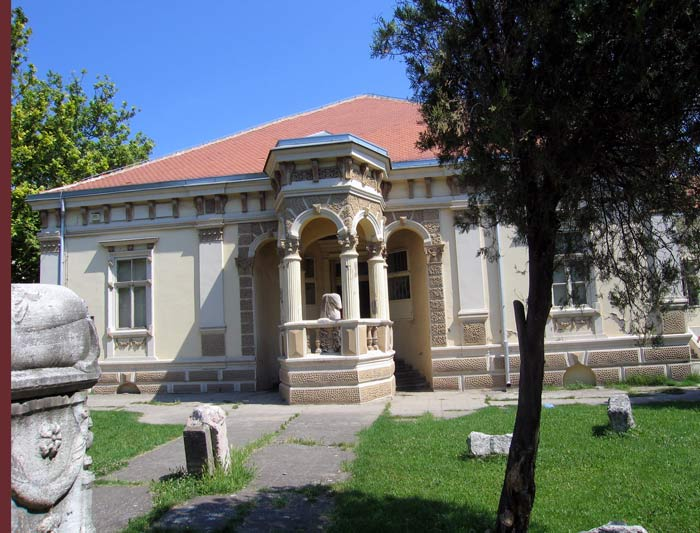
Museo
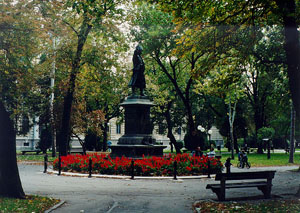
Monumento a Miloš Obrenović
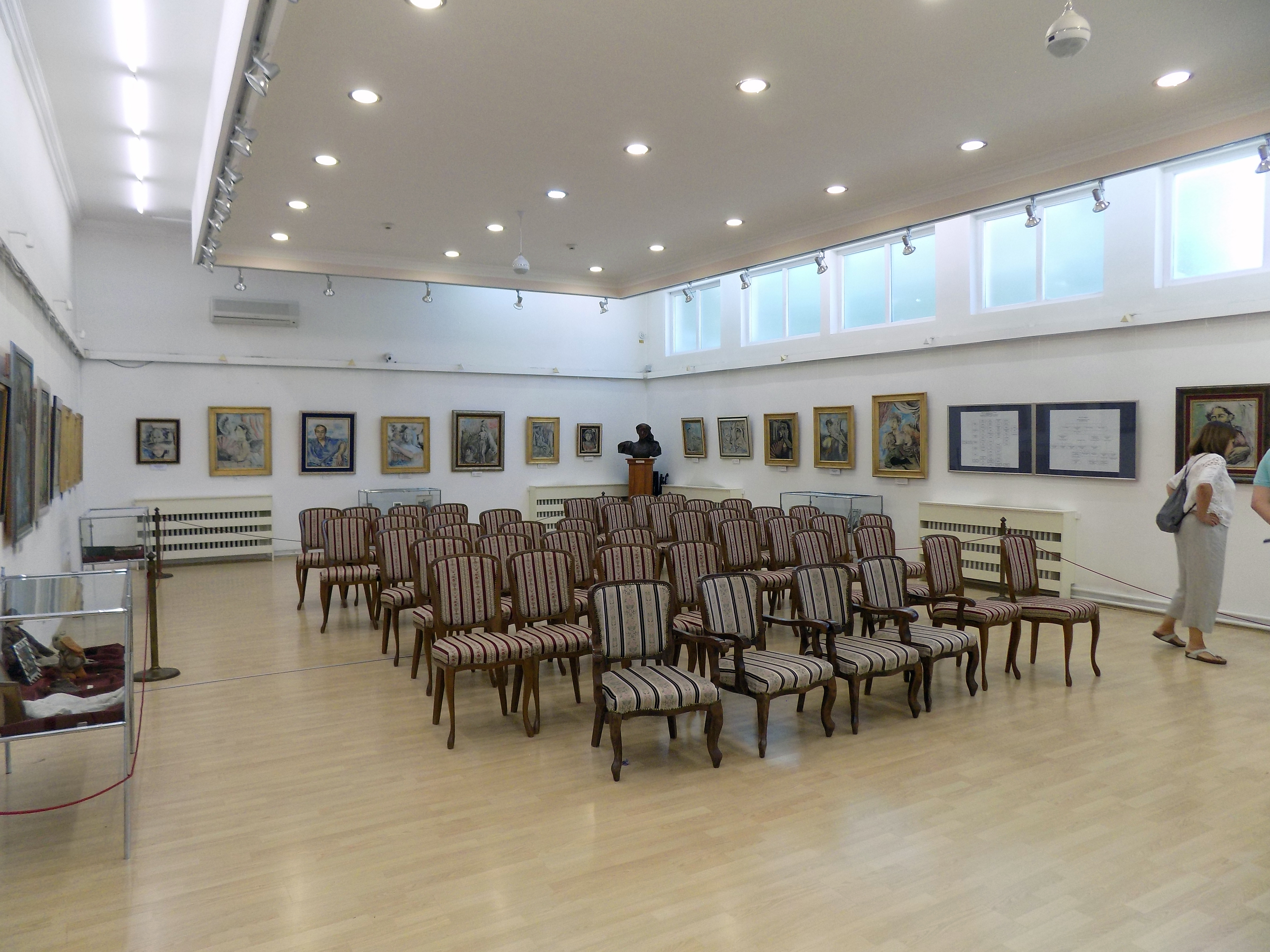
Galerie Milena Pavlović-Barilli